# Antoni Pomieczyński
Antoni Pomieczyński (ur. 15 stycznia 1797 w Swarzewie koło Pucka, zm. 11 sierpnia 1876 w Pelplinie) – polski duchowny katolicki, działacz narodowy.
Kaształcił się w szkołach klasztornych w Wejherowie i Włocławku. Uczęszczał do Seminarium Duchownego we Włocławku, gdzie w 1820 otrzymał święcenia kapłańskie. Następnie studiował teologię i języki wschodnie w Królewskim Uniwersytecie Warszawskim. Od 1823 pracował jako profesor w seminariach duchownych we Włocławku oraz w Pelplinie. W 1832 objął probostwo w Gniewie, a w 1838 w Lignowach pod Pelplinem.
Od 1857 r. kanonik katedralny chełmiński.
W okresie Wiosny Ludów zaangażował się w działalność polityczną. Był dyrektorem Ligi Polskiej Kwidzyńsko-Gniewskiej i z jej ramienia wszedł do Rady Prowincjonalnej dla Pomorza (1849). Z inicjatywy Rady wyszedł „Memoriał Ludności Polskiej Prus Zachodnich w sprawie uwzględnienia jej potrzeb narodowych i kulturalnych” skierowany do władz w Berlinie. Podpisał także petycję duchowieństwa o szersze uwzględnienie w szkolnictwie elementarnym i gimnazjach pomorskich języka polskiego.
Stał się czynnym propagatorem Towarzystwa Pomocy Naukowej dla Młodzieży Prus Zachodnich w Chełmnie, stając się jednym z najbardziej zasłużonych członków tej organizacji.
Pochowany został w katedrze pelplińskiej.